# Baltský řetěz
Baltský řetěz (také Baltská cesta, estonsky Balti kett, lotyšsky Baltijas ceļš, litevsky Baltijos kelias) byla pokojná politická demonstrace, která proběhla 23. srpna 1989 ve třech baltských zemích, okupovaných tehdy Sovětským svazem. Odhadem dva milióny lidí vytvořily lidský řetěz dlouhý přibližně 600 km s cílem ukázat soudržnost tří pobaltských národů a podtrhnout jejich snahu o obnovení suverenity.

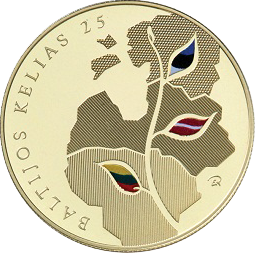
Litevský litas s motivem výročí "25 let od událostí Baltského řetezu

## Průběh akce
Iniciátory akce byla tři národní opoziční hnutí — estonské Rahvarinne, lotyšská Tautas fronte a litevský Sąjūdis — a společně vytvořená koordinační Baltská rada. Za termín demonstrace bylo zvoleno 50. výročí uzavření paktu Ribbentrop–Molotov, na jehož základě byly předválečné Estonsko, Lotyšsko a Litva obsazeny Sovětským svazem.
Řetěz spojil hlavní města pobaltských republik — Vilnius, Rigu a Tallinn. Z Vilniusu vedl po dálnicích a hlavních silnicích přes Ukmergė, Panevėžys, Pasvalys a Bausku do Rigy a dále přes Ainaži a Pärnu do Tallinnu. V 19 hodin místního času rozmístění účastníci na čtvrt hodiny spojili ruce a vytvořili tak nepřerušený řetěz po celé délce. Po rozpuštění řetězu se na mnoha místech konala lidová shromáždění, na nichž si lidé připomínali minulé události a též výslovně vyjadřovali vůli po obnovení národní suverenity. Akci též v různé míře podpořily orgány veřejné moci všech tří, tehdy ještě sovětských, baltských republik. V Estonsku byly dokonce vyhlášeny za účelem akce prázdniny. Celou akci koordinovalo i rádio.

## Sovětská reakce
Reakce centrálních sovětských orgánů na Baltský řetěz byla slovně velmi ostrá. V komuniké Ústředního výboru Komunistické strany Sovětského svazu ze 26. srpna byla pokojná demonstrace prohlášena za „nacionalistickou hysterii“. Text měl především zastrašit, obsahoval dokonce přímou výhrůžku genocidy v případě dalších snah o suverenitu: „Osud pobaltských národů je vážně ohrožen. Lid si musí uvědomit, do jaké propasti je nacionalističtí pohlaváři vedou. Kdyby se jim snad podařilo dosáhnout jejich cílů, následky pro jejich národy by byly katastrofální. Samotné jejich přežití by bylo zpochybněno.“ Reakce však zůstala omezena na slova.

## UNESCO
30. července 2009 byla tato demonstrace zapsána do seznamu mezinárodního kulturního dědictví UNESCO v kategorii Paměť světa.